# Darby (Pennsylvania)
|  | Dieser Artikel wurde aufgrund von inhaltlichen Mängeln auf der Qualitätssicherungsseite des Projektes USA eingetragen. Hilf mit, die Qualität dieses Artikels auf ein akzeptables Niveau zu bringen, und beteilige dich an der Diskussion! Eine nähere Beschreibung der zu behebenden Mängel fehlt. |

Darby ist eine Gemeinde mit 10.715 (Stand: Volkszählung 2020) Einwohnern in Delaware County im US-Bundesstaat Pennsylvania. Die Gemeinde gehört zum Ballungsgebiet von Philadelphia (Metropolregion Delaware Valley).

## Einwohner
Obwohl die Einwohnerzahl der Gemeinde gegen Ende des 20. Jahrhunderts sank, konnte bei den letzten zwei Volkszählungen eine Umkehr festgestellt werden. Bei der Volkszählung 2020 ergaben sich nur geringe Änderungen.
Laut Volkszählung im Jahre 2000 waren 60,00 % der Einwohner Darbys Schwarze, 36,37 % Weiße und der Rest andere und Mischlinge.

## Bildungseinrichtungen
Der Größe der Gemeinde entsprechend hat Darby mehrere Grund- und Mittelschulen, darunter ein Halbes Dutzend Grundschulen sowie staatliche und private Einrichtungen. Hochschulen befinden sich in benachbarten Gemeinden und Städten.

## Persönlichkeiten
- John Bartram (1699–1777), Botaniker und Mitbegründer der American Philosophical Society
- John James Pearson (1800–1888), Politiker
- John Patrick Foley (1935–2011), römisch-katholischer Kurienkardinal
- Carl Robie (1945–2011), Schwimmer
- Rick Vito (* 1949), Gitarrist
- Gary Hinton (* 1956), Boxer
- Christine Larson-Mason (* 1956), Hockeyspielerin
- Charlene Morett (* 1057), Hockeyspielerin
- Monica Horan (* 1963), Schauspielerin
- Jeff LaBar (1963–2021), Gitarrist